# Verdensfredsrådet
Verdensfredsrådet (engelsk: World Peace Council (WPC))er en international fredsorganisation, der efter eget udsagn går ind for universel nedrustning, suverænitet og uafhængighed og fredelig sameksistens, og fører kampagner mod imperialismen, masseødelæggelsesvåben og alle former for forskelsbehandling. 

## Den kolde krig
Fredsrådet blev grundlagt i 1950 på basis af Sovjetunionens kommunistiske partis politik for at fremme verdensomfattende fredskampagner mod USAs påståede "krigsmageri", og var som sådan et instrument for sovjetisk udenrigspolitik. Verdensfredsrådet fungerede under hele den kolde krig som den centrale kommunistiske frontorganisation, og havde som sådan nationale afdelinger i en lang række lande. I Danmark var bl.a. Fredens Tilhængere og Samarbejdskomiteen for Fred og Sikkerhed underafdelinger af Verdensfredsrådet.
Dens første præsident var den franske nobelprismodtager i kemi Frédéric Joliot-Curie, der var medlem af det franske kommunistparti.
I 1950 tog Verdensfredsrådet initiativ til udarbejdelsen af Stockholm-appellen, der advokerede for et forbud mod atomvåben. Appellen fik støtte fra ca. 500 mio. mennesker, heraf godt 380 mio. fra de kommunistiske lande.
Fra 1968 til 1999 havde Verdensfredsrådet hovedkvarter i Helsinki, i dag har rådet hovedsæde i Athen, Grækenland. I Danmark var bl.a. organisationerne Fredens Tilhængere og Samarbejdskomiteen for Fred og Sikkerhed tilknyttet Verdensfredsrådet.

## Internationalt samarbejde
Som en NGO tilknyttet FN samarbejder Verdensfredsrådet med UNESCO, UNCTAD, UNIDO, ILO og andre FN-organisationer, særlige udvalg og afdelinger. Ligesom Verdensfredsrådet deltager på De alliancefrie landes bevægelses, Den Afrikanske Unions, Den Arabiske Ligas og andre mellemstatslige organisationers møder som officiel observatør.

## Tidligere præsidenter
- Frédéric Joliot-Curie (1950–58) (Frankrig)
- John Desmond Bernal (1959–65) (Storbritannien)
- Isabelle Blume (1965–69) (Belgien)
- Romesh Chandra (generalsekretær i 1966–1977; præsident i 1977–90) (Indien)
- Evangelos Maheras (1990–93) (Grækenland)
- Albertina Sisulu (1993–2002) (Sydafrika)
- Prof Niranjan Singh Maan (generalsekretær) (Indien)
- Orlando Fundora López (2002–08) (Cuba)